# История почты и почтовых марок Норвегии
История почты и почтовых марок Норвегии подразделяется на периоды, соответствующие почтовым системам государств, в составе которых находилась Норвегия (Дания, Швеция), а также периоды оккупации Германией (1940—1945) и независимой Норвегии (1905—1940, с 1945). Эмиссии норвежских почтовых марок осуществляются начиная с 1855 года.

## Развитие почты

### Ранняя история
История почты Норвегии берёт своё начало в середине XVII века. 13 октября 1642 года король Дании Кристиан IV направил письмо своему штатгальтеру (наместнику) в Норвегии Ганнибалу Сехестеду, в котором говорилось о необходимости развития связи между Христианией (ныне Осло) и Копенгагеном. Результатом этого стало создание 17 января 1647 года почтовой службы в Норвегии, названной Postvesenet и одобренной Кристианом IV. Поначалу это было частное предприятием, которым заведовал Хенрик Мориан (норв. Henrik Morian). На землевладельцах (skydskaffer) лежала почтовая повинность по доставке лошадей и подвод. Доставку почты доверили сильным, хорошо сложенным крестьянам, которые освобождались от воинской службы, однако работали бесплатно.
В 1719 году почта Норвегии перешла из частных рук в ведение датско-норвежского государства, и с этого момента национальная почтовая связь стала государственной монополией. Местные городские почты оставались частными. В 1758 году почта была реорганизована; одним из нововведений стало введение жалования «почтовым крестьянам».
В 1814 году была заключена Шведско-норвежская уния, однако независимая почтовая администрация Норвегии сохранилась. Почтовым центром стала столица Норвегии — Христиания.
В 1827 году, для улучшения почтовой службы за границей и вдоль побережья, норвежской почтой были приобретены два парохода — «Constitutionen» и «Prinds Carl».
9 октября 1874 года Норвегия подписала Всеобщую почтовую конвенцию, стала затем членом Всемирного почтового союза (ВПС) и позднее присоединилась к соглашениям ВПС о почтовых поручениях (1885) и о газетной операции (1891).
В 1888 году был принят новый закон о почте, который расширил государственную почтовую монополию на всю страну. Почтовая служба, операции которой ограничивались пересылкой корреспонденции, денег и посылок не свыше 12 кг, получало перевозочные средства от предпринимателей, на основании контрактов; для морских сообщений она пользовалась широко разветвленными пароходными линиями. В 1897 году норвежское правительство открыло почтовое учреждение на начинавшем привлекать туристов Шпицбергене, в Адвентфьорде. Заведование почтой, ранее принадлежавшее морскому министерству, было сосредоточено в Министерстве внутренних дел, которому непосредственно были подчинены почтовые учреждения.
Согласно данным о числе и деятельности почтовых учреждений, в Норвегии в 1894 году насчитывалось:
- 1789 почтовых учреждений, что составляло в среднем одно почтовое учреждение на 177,9 км² и на 1149 жителей этой страны;
- 75 918 300 почтовых отправлений, в том числе:
  - 29 761 тыс. писем,
  - 2954 тыс. открытых писем,
  - 40 810 тыс. произведений печати,
  - 220 тыс. почтовых переводов и
  - 885 тыс. посылок.

На одного бельгийского жителя приходилось в среднем 38 почтового отправления. Превышение расходов почты над доходами, в пересчёте на рубли Российской империи того времени, составило 39 619 рублей.
В 1933 году Postvesenet переименовали в Postverket.

### Домарочный период

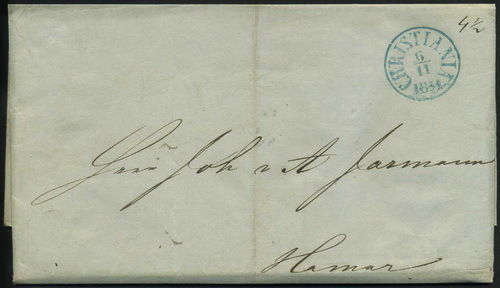
Домарочный почтовый конверт, отправленный из Христиании (1851)

В 1845 году были введены номерные почтовые штемпели восьмиугольной формы. Сначала в Христиании (первая известная дата — 7 января 1845 года), а затем и в других городах Норвегии. До этого на конвертах вручную писалось сокращённое название города.

## Выпуски почтовых марок

### Шведско-норвежская уния

#### Первые марки
Первая марка Норвегии, с изображением государственного герба, была выпущена 1 января 1855 года. Она была отпечатана литографским способом на бумаге с водяным знаком двух типов (геральдический лев с секирой и почтовый рожок) тиражом свыше 2 миллионов экземпляров. Название государства не было указано. Автором миниатюры был Нильс А. Х. Сарбелль (Nils Andreas Harbou Zarbell). Она находилась в обращении до 1 апреля 1908 года. Существуют некоторые её разновидности и новоделы.

#### Последующие эмиссии
В 1856 году вышли новые знаки почтовой оплаты — серия из двух миниатюр с портретом короля Оскара I, которая была дополнена ещё двумя марками в следующем году. На этих эмиссиях впервые было указано название страны — «Norge», которое с тех пор присутствует на всех марках Норвегии.
В 1872 году впервые были выпущены марки, на которых запечатлён коронованный почтовый рожок и указан номинал. Этот рисунок используется и на современных марках Норвегии. Столетие этих миниатюр было отмечено в 1972 году выпуском двух знаков почтовой оплаты с изображением юбилейных марок и памятного блока — первого блока Норвегии. 1 января 1877 года марки с изображением почтового рожка вышли с номиналом в новой денежной единице — эре.
В 1889 году были введены в обращение доплатные марки. Они применялись до 1927 года. Позднее вместо них стали использовать обычные марки с ручной надпечаткой буквы «Т» в рамке и без неё.
| Марки Норвегии раннего периода                                                  | Марки Норвегии раннего периода                    | Марки Норвегии раннего периода |
| ------------------------------------------------------------------------------- | ------------------------------------------------- | ------------------------------ |
|                                                                                 |                                                   |                                |
| 1856: стандартная марка из второго выпуска с портретом короля Оскара I (Sc #14) | 1872: стандартная марка «Почтовый рожок» (Sc #16) | 1889: доплатная марка (Sc #J5) |

### Независимость

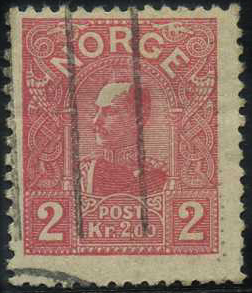
1905: почтовая марка Норвегии с портретом короля Хокона VII(Sc #66)

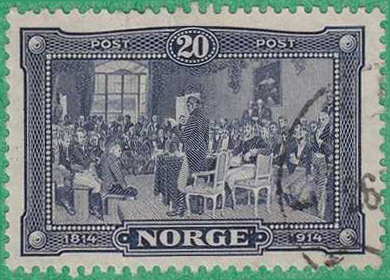
1914: коммеморативная марка Норвегии к 100-летию заседания стортинга(Sc #98)

В 1905 году Норвегия расторгла династическую унию со Швецией и низложила шведского короля Оскара II. На престол вступил датский принц Карл, принявший имя Хокона VII. Почтовые миниатюры с его портретом поступили в обращение 10 августа 1907 года. С тех пор на стандартных марках (обычно высших номиналов) изображается портрет короля. В 1926 году был введен новый рисунок стандартных марок — геральдический лев с топором короля Олафа II.
Первые памятные марки Норвегии вышли в 1914 году. Это была трёхмарочная серия к 100-летию заседания стортинга, провозгласившего Норвегию свободной, независимой и неделимой страной.
С 1967 года все марки Норвегии выпускаются на фосфоресцирующей бумаге.
Гашение первого дня было введено в 1938 году.
В 1951 году по случаю филателистической выставки «De No Fi» в Осло был выпущен сувенирный блок с изображением четырёх стандартных марок Норвегии. Блок продавался только с оттиском спецштемпеля выставки. Аналогичные блоки выпускались и позднее. Все они в почтовом обращении не находились.
С декабря 1978 года применяются продающиеся в автоматах марки печатающих автоматов.
В 1996 году по решению норвежского парламента почта перестала быть государственным учреждением, хотя государство по прежнему оставалось её единственным владельцем. С 1 июля 2002 года Почта Норвегии стала обществом с ограниченной ответственностью.

#### Необычные выпуски
С 1 июня по 10 августа 1964 года в почтовых отделениях Норвегии продавались лотерейные билеты в пользу Норвежского фонда беженцев. Нижняя часть этого билета могла быть использована в качестве почтовой марки в 50 эре для франкировки внутренних писем весом до 20 граммов.
На почтовых марках Норвегии, как правило, указано название страны согласно городскому правописанию, то есть согласно книжной форме норвежского языка (букмоле), — «Norge». Но иногда выходили марки, на которых использовалось деревенское правописание, соответствующее разговорной форме языке (нюнорск), — «Noreg». Впервые это случилось в 1951 году, когда свет увидела серия из трёх марок со словом «Noreg», которые были приурочены к 100-летию со дня рождения поэта и филолога Арне Гарборга (Yt #332—334). Эта форма названия государства встречается ещё на некоторых выпусках Норвегии. Так, в 1963 году выходили две марки в честь 150-летия со дня рождения поэта Ивара Осена и с тем же написанием названия страны (Yt #458—459).

### Немецкая оккупация
В апреле 1940 года Норвегия была оккупирована Германией. Марки с изображением короля и королевы изъяли из обращения. Было создано марионеточное правительство во главе с Видкуном Квислингом, которое выпускало свои знаки почтовой оплаты. Они имели хождение до 14 мая 1945 года.
Норвежское правительство, покинувшее страну, издало серию марок для использования на кораблях норвежского флота и на острове Шпицберген. С 1 февраля 1945 года они использовались в норвежском почтовом отделении в Стокгольме. После освобождения советскими войсками Северной Норвегии эти марки поступили в обращение здесь, а на всей территории Норвегии официально стали применяться с 22 июня 1945 года. Одновременно серия была дополнена номиналами в 5 и 7 эре.
Шесть марок этого выпуска с надпечаткой «London 17.5.43» (4000 серий) доставили в Норвегию и продавали для финансирования движения Сопротивления. С мая 1945 по сентябрь 1946 года они использовались для франкировки почтовых отправлений.
Издание марок в освобождённой Норвегии началось 12 июля 1945 года. Была выпущена серия из трёх марок к столетию со дня смерти крупнейшего норвежского писателя-публициста Генрика Арнольда Вергеланна (1808—1845).

## Другие виды почтовых марок

### Авиапочтовые

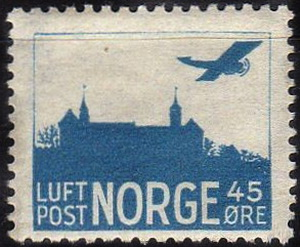
1927: первая авиапочтовая марка Норвегии(Sc #C1)

Первая авиапочтовая марка Норвегии вышла в 1927 году. На ней был изображён самолёт над крепостью Акерсхус в Осло. Всего было эмитировано три выпуска норвежских авиапочтовых марок (1927—1934, 1937 и 1941 годов). В дальнейшем для оплаты авиапочтовой корреспонденции использовались обычные марки. Аэрограммы были введены в 1948 году.

### Служебные
До 1925 года почтовые марки снабжались перфорацией сокращённого названия учреждения и использовались в качестве служебных. Эта практика прекратилась в 1933 году. Служебные марки с изображением государственного герба Норвегии впервые были выпущены в 1926 году и используются до настоящего времени. Название государства на них не указано — только надпись «Offentlig Sak» («Общественное дело»), полностью или сокращённо, и номинал, кроме первого выпуска, на котором была надпись «Tjeneste-frimerke» («Служебная марка»). Служебные марки используются только для внутренней корреспонденции.

### Возвратные
В 1872 году были изданы так называемые возвратные марки, которые наклеивались на знак почтовой оплаты конверта для возврата отправителю недоставляемых почтовых отправлений. Первое время они не гасились, а перечёркивались пером. Штемпель ставили на конверте. С 1881 года возвратные марки гасились как обычные. Самый поздний известный штемпель датирован 16 августа 1886 года.
| Служебные марки                          | Служебные марки                            |
| ---------------------------------------- | ------------------------------------------ |
|                                          |                                            |
| 1933: служебная марка Норвегии (Sc #O14) | 1872: возвратные марки Норвегии (Mi #I—II) |

## Местные почты

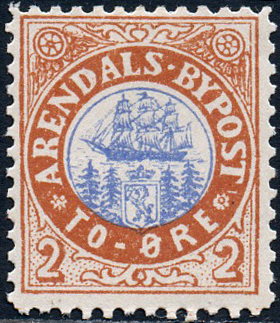
Марка местной почты Арендала

Местные городские почты, выпускавшие собственные марки, существовали в ряде городов Норвегии (Бергене, Арендале и других) в период с 1865 по 1891 год.

## Частные выпуски

### Шпицберген
В конце XIX — начале XX веков на Шпицбергене существовали две местные частные почты, выпускавшие собственные почтовые марки. С 1896 по 1913 год также выпускались различные марки с надписями: «Spitsbergen», «Spitzbergen» или «Spidsbergen» («Шпицберген»), являющиеся различными благотворительными виньетками для уплаты добровольных взносов.

### Остров Буве

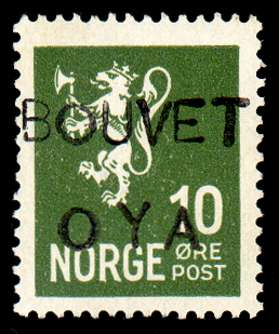
1934: Марка острова Буве

В феврале 1934 года на остров Буве прибыла антарктическая экспедиция на корабле «Мильфорт». По этому случаю на норвежских марках пяти номиналов были сделаны ручные надпечатки чёрным штампом названия острова — «Bouvet oya» в следующим количестве: 5 эре — 400 штук (из которых 268 были использованы для почтовых нужд); 7 эре — 100 (69 использованы); 10 эре — 1000 (305 использованы); 20 эре — 800 (261 использованы); и 30 эре — 400 (243 использованы). Разрешение на этот выпуск было дано норвежским консулом в Кейптауне (ЮАС). Марки использовались для отправки почтовой корреспонденции участниками экспедиции и экипажем судна. По возвращении экспедиции в Кейптаун письма были погашены штемпелем «CAPE TOWN PAQUEBOT» и отправлены обычным способом. Однако Норвегия отказалась признать надпечатанные марки в качестве официальных. Таким образом, хотя эти марки использовались для оплаты международных почтовых отправлений, они имеют полуофициальный статус.

## Художники марок
Одним из известных художников норвежских марок является Сверре Моркен (Sverre Morken; р. 1945), создавший 10 % от всех норвежских марок, выпускавшихся с 1855 года.